# Taldyqorghan
Taldyqorghan (kasachisch Талдықорған, russisch Талдыкорган Taldykorgan; bis 1993 Талды-Курган Taldy-Kurgan) ist eine Stadt in Kasachstan. Sie ist Verwaltungssitz des 2022 geschaffenen Gebietes Schetissu (und zuvor des Gebietes Almaty) und zugleich dessen größte Stadt.

## Geographische Lage
Taldyqorghan befindet sich im Südosten des Landes, an den Ufern des Flusses Karatal.

## Geschichte
Im Jahr 1868 wurde das Nomaden-Winterlager Taldyqorghan offiziell zur Siedlung Gawrilowka (Гавриловка) aufgewertet. Dort kamen russische Umsiedler unter. Im Jahr 1920 wurde die Siedlung wieder in Taldyqorghan umbenannt. Als in den 1940er-Jahren, während des Zweiten Weltkrieges, die Produktionsstätten aus dem Teil der Sowjetunion westlich des Urals in den Osten verlagert wurden, begann in dieser Region der Aufschwung. 1944 bekam die Siedlung Stadtrecht und wurde gleichzeitig zum Zentrum der neuen Oblast Taldy-Kurgan, die zunächst bis 1959 und dann von 1967 bis 1991 innerhalb der Kasachischen SSR bzw. bis 1997 im Rahmen des unabhängigen Kasachstan bestand. 
Während und nach dem Zerfall der Sowjetunion, Ende der 1980er-/Anfang 1990er-Jahre, setzte wie überall in Kasachstan die Stagnation ein. Der Zusammenbruch sämtlicher Betriebe ließ vielen Menschen keinen Grund mehr in Taldyqorghan zu bleiben. So hatte die Stadt Anfang der 1990er-Jahre einen starken Einwohnerzahlenrückgang zu verzeichnen. Viele junge Leute zogen nach Almaty oder wanderten ins Ausland aus. Die Oblast Taldyqorghan wurde aufgelöst und ging in die Oblast Almaty über. Im Jahr 2001 machte Präsident Nasarbajew die Stadt zur Hauptstadt des Gebietes, was zu großen Umbaumaßnahmen in der Stadt führte. Es wurden neue Bürogebäude, Geschäfte, Restaurants, ein Hotel gebaut und viele Straßen neu befestigt. Als Folge dessen zogen wieder 20.000 Menschen innerhalb von 1,5 Jahren in die Stadt.

## Bevölkerung
In der Stadt leben 145.691 Einwohner (Stand: 2020), davon größtenteils Kasachen.

## Politik und Verwaltung

### Äkim (Bürgermeister)
Derzeitiger Bürgermeister (Äkim, kas. Әкім) von Taldyqorghan ist seit Juni 2023 Jernat Bäsil. Während sowjetischer Zeit stand der Stadtverwaltung der Vorsitzende des Exekutivausschusses vor. Nachfolgend die Bürgermeister der Stadt seit 1990:
1. Amanghasy Schegirow (1990–1995)
2. Oralbek Schaqijanow (1995–1997)
3. Kerimbek Bischanow (1997–1999)
4. Säken Schylqaidarow (1999–2011)
5. Machabbat Bigeldijew (2011–2012)
6. Jermek Alpyssow (2012–2015)
7. Baghdat Qarassajew (2015–2018)
8. Dastan Schaltabajew (2018–2019)
9. Ghalymschan Äbdirajymow (2019–2021)
10. Jerschan Schassybajew (2021–2022)
11. Ässet Massabajew (2022–2023)
12. Jernat Bäsil (seit 2023)

## Kultur und Sehenswürdigkeiten
Auf dem Platz vor der Gebietsverwaltung befindet sich ein Brunnen, dessen sieben granite Wassersäulen die sieben Flüsse des Siebenstromlands (Schetysu) symbolisiert. Das Heimatkundemuseum des Gebietes trägt den Namen des kasachischen Patrioten Muchamendschan Tynyschbajew. Das daneben gelegene Schansugurow-Museum ehrt den Dichter Iljas Schansugurow.

## Infrastruktur
Taldyqorghan besitzt vielfältige Bildungseinrichtungen, eine Universität, Technische Hochschule, weiterführende Schulen und Kindergärten. Es gibt 27 Einrichtungen der öffentlichen Gesundheitsfürsorge, ein Theater, Freizeitparks, Bibliotheken, mehrere Stadtkinos, Stadion, Sporthalle, und Schwimmbäder.

### Verkehr
Taldyqorghan verfügt über einen Flughafen, der eine Reihe kasachischer und russischer Städte verbindet. Der Bahnhof der Stadt liegt an einer Abzweigung der Turkestan-Sibirischen Eisenbahnstrecke, die nach Tekeli führt. Durch die Stadt verläuft die Europastraße 40.

## Sport
Der Fußballverein Schetissu Taldyqorghan spielt in der kasachischen Premjer-Liga mit. Schetissu verfehlte am Ende der Saison 2011 die Meisterschaft nur um einen Sieg.

## Söhne und Töchter der Stadt
- Wiktor Sydorenko (* 1953), Künstler
- Tatjana Lessowaja (* 1956), Diskuswerferin
- Mäulen Mamyrow (* 1970), Ringer
- Aidyn Ajymbetow (* 1972), Kosmonaut
- Andrei Kiwiljow (1973–2003), Radrennfahrer
- Aschat Borantajew (* 1978), Fußballspieler
- Aidar Kümisbekow (* 1979), Fußballspieler
- Älibek Böleschew (* 1981), Fußballspieler
- Aschat Schitkejew (* 1981), Judoka
- Artjom Kossinow (* 1986), Leichtathlet
- Sergei Wodopjanow (* 1987), russischer Boxer
- Anatoli Muratov (* 1988), deutscher Profiboxer
- Alexei Schjotkin (* 1991), Fußballspieler
- Anton Kusmin (* 1996), Radrennfahrer
- Rauan Orynbassar (* 1998), Fußballspieler
- Igor Tschschan (* 1999), Radrennfahrer

## Städtepartnerschaften
- Antalya